# Übersicht der Bayerischen Garnisonen
Die Bayerische Armee unterhielt nach dem letzten Friedensstand von 1914 Garnisonen in folgenden Städten:

## Amberg
- 6. Infanterie-Regiment „Kaiser Wilhelm König von Preußen“
- Reserve-Infanterie-Regiment 14
- Bezirkskommando Amberg

## Ansbach
- 2. Ulanen-Regiment „König“
- Bezirkskommando Ansbach

## Aschaffenburg
- 2. Jägerbataillon
- Bezirkskommando Aschaffenburg

## Augsburg
- 2. Division
- 3. Infanterie-Brigade
- 2. Kavallerie-Brigade
- 2. Feldartillerie-Brigade
- 3. Infanterie-Regiment „Prinz Karl von Bayern“
- 4. Chevaulegers-Regiment „König“
- 4. Feldartillerie-Regiment „König“
- Reserve-Infanterie-Regiment 4
- Reserve-Infanterie-Regiment 17
- Bezirkskommando Augsburg

## Bamberg
- 4. Kavallerie-Brigade
- 5. Infanterie-Regiment „Ernst Ludwig von Hessen“
- Reserve-Infanterie-Regiment 4 (Teile)
- 1. Ulanen-Regiment „Kaiser Wilhelm II., König von Preußen“
- Bezirkskommando Bamberg

## Bayreuth
- 10. Infanterie-Brigade
- 7. Infanterie-Regiment „Prinz Leopold“
- 6. Chevaulegers-Regiment „Prinz Albrecht von Preußen“
- Reserve-Infanterie-Regiment 7
- Bezirkskommando Bayreuth

## Deggendorf
- Bezirkskommando Deggendorf

## Dieuze
- 3. Kavallerie-Brigade
- 3. Chevaulegers-Regiment „Herzog Karl Theodor“

## Dillingen an der Donau
- 8. Chevaulegers-Regiment
- Bezirkskommando Dillingen

## Eichstätt
- 13. Infanterie-Regiment „Franz Joseph I. Kaiser von Österreich und Apostolischer König von Ungarn“ (Teile)

## Erlangen
- 19. Infanterie-Regiment „König Victor Emanuel III. von Italien“
- 10. Feldartillerie-Regiment
- Bezirkskommando Erlangen

## Fürstenfeldbruck
- Infanterie-Leib-Regiment (Teile)

## Freising
- 1. Jägerbataillon „König“

## Fürth
- 5. Feldartillerie-Brigade
- 21. Infanterie-Regiment „Großherzog Friedrich Franz IV. von Mecklenburg-Schwerin“ (Teile)
- 6. Feldartillerie-Regiment „Prinz Ferdinand von Bourbon, Herzog von Calabrien“
- Reserve-Infanterie-Regiment 6
- Reserve-Infanterie-Regiment 21

## Germersheim
- 17. Infanterie-Regiment „Orff“
- 23. Infanterie-Regiment (Teile)

## Gunzenhausen
- Bezirkskommando Gunzenhausen

## Grafenwöhr
- 3. Feldartillerieregiment „Prinz Leopold“

## Hammelburg
- Reserve-Infanterie-Regiment 22

## Hof
- Bezirkskommando Hof

## Ingolstadt
- 11. Infanterie-Brigade
- 10. Infanterie-Regiment „Prinz Ludwig“
- 13. Infanterie-Regiment „Franz Joseph I. Kaiser von Österreich und Apostolischer König von Ungarn“ (Teile)
- 3. Fußartillerie-Regiment
- Reserve-Infanterie-Regiment 10
- Reserve-Infanterie-Regiment 13
- Bezirkskommando Ingolstadt

## Kaiserslautern
- Reserve-Infanterie-Regiment 8
- Bezirkskommando Kaiserslautern

## Kitzingen
- Bezirkskommando Kitzingen

## Kempten
- 20. Infanterie-Regiment „Prinz Franz“ (Teile)
- Bezirkskommando Kempten

## Landau in der Pfalz
- 3. Division
- 6. Infanterie-Brigade
- 3. Feldartillerie-Brigade
- 18. Infanterie-Regiment „Prinz Ludwig Ferdinand“
- 23. Infanterie-Regiment (Teile)
- 5. Feldartillerie-Regiment „König Alfons XIII. von Spanien“
- 12. Feldartillerie-Regiment
- Landwehrinspektion Landau
- Bezirkskommando Laudau

## Landsberg
- 9. Feldartillerie-Regiment (Artilleriekaserne)

## Landshut
- 16. Infanterie-Regiment „Großherzog Ferdinand von Toskana“
- 2. Schwere Reiter-Regiment „Erzherzog Franz Ferdinand von Österreich-Este“
- Bezirkskommando Landshut

## Lindau
- 20. Infanterie-Regiment „Prinz Franz“ (Teile)

## Ludwigshafen am Rhein
- Reserve-Infanterie-Regiment 5
- Bezirkskommando Ludwigshafen

## Metz
- 8. Infanterie-Brigade
- 4. Infanterie-Regiment „König Wilhelm von Württemberg“
- 8. Infanterie-Regiment „Großherzog Friedrich II. von Baden“
- 2. Fußartillerie-Regiment

## Mindelheim
- Bezirkskommando Mindelheim

## München
- I. Armee-Korps (inkl. Stadtkommandantur)
- 1. Division
- 1. Infanterie-Brigade
- 2. Infanterie-Brigade
- 1. Kavallerie-Brigade
- 1. Feldartillerie-Brigade
- Infanterie-Leib-Regiment
- 1. Infanterie-Regiment „König“
- 2. Infanterie-Regiment „Kronprinz“
- 1. Schwere Reiter-Regiment „Prinz Karl von Bayern“
- 1. Feldartillerie-Regiment „Prinzregent Luitpold“
- 7. Feldartillerie-Regiment „Prinzregent Luitpold“
- 1. Fußartillerie-Regiment „vakant Bothmer“ (Teile)
- Reserve-Infanterie-Regiment 1
- Reserve-Infanterie-Regiment 2
- Reserve-Infanterie-Regiment 16
- Reserve-Infanterie-Regiment 18
- Landwehrinspektion München
- Bezirkskommando München I
- Bezirkskommando München II
- Bezirkskommando München III

## Neu-Ulm
- 4. Infanterie-Brigade
- 12. Infanterie-Regiment „Prinz Arnulf“
- 1. Fußartillerie-Regiment „vakant Bothmer“ (Teile)
- Reserve-Infanterie-Regiment 12
- Reserve-Infanterie-Regiment 19

## Neuburg an der Donau
- 15. Infanterie-Regiment „König Friedrich August von Sachsen“
- 15. Reserve-Infanterie-Regiment

## Nürnberg
- III. Armee-Korps
- 5. Division
- 9. Infanterie-Brigade
- 5. Kavallerie-Brigade
- 6. Feldartillerie-Brigade
- 14. Infanterie-Regiment „Hartmann“
- 1. Chevaulegers-Regiment „Kaiser Nikolaus von Rußland“
- 8. Feldartillerie-Regiment „Prinz Heinrich von Preußen“
- Reserve-Infanterie-Regiment 20
- Reserve-Infanterie-Regiment 23
- Landwehrinspektion Nürnberg
- Bezirkskommando Nürnberg

## Oberschleißheim
- 1. Fliegerbataillon (Fliegerschule und Fliegerkompanie mit drei Feld-Fliegerabteilungen)

## Passau
- 16. Infanterie-Regiment „Großherzog Ferdinand von Toskana“ (Teile)
- Bezirkskommando Passau

## Rosenheim
- Bezirkskommando Rosenheim

## Regensburg
- 6. Division
- 12. Infanterie-Brigade
- 6. Kavallerie-Brigade
- 11. Infanterie-Regiment „von der Tann“
- 2. Chevaulegers-Regiment „Taxis“
- Reserve-Infanterie-Regiment 11
- Bezirkskommando Regensburg

## Saargemünd
- 22. Infanterie-Regiment „Fürst Wilhelm von Hohenzollern“ (Teile)
- 5. Chevaulegers-Regiment „Erzherzog Friedrich von Österreich“

## Straubing
- 7. Chevaulegers-Regiment „Prinz Alfons“
- Bezirkskommando Straubing

## Sulzbach
- 21. Infanterie-Regiment „Großherzog Friedrich Franz IV. von Mecklenburg-Schwerin“ (Teile)

## Wasserburg
- Bezirkskommando Wasserburg

## Weiden
- Bezirkskommando Weiden

## Weilheim
- Bezirkskommando Weilheim

## Würzburg
- II. Armee-Korps
- 4. Division
- 7. Infanterie-Brigade
- 4. Feldartillerie-Brigade
- 9. Infanterie-Regiment „Wrede“
- 2. Feldartillerie-Regiment „Horn“
- 11. Feldartillerie-Regiment
- Reserve-Infanterie-Regiment 4 (Teile)
- Bezirkskommando Würzburg

## Zweibrücken
- 5. Infanterie-Brigade
- 22. Infanterie-Regiment „Fürst Wilhelm von Hohenzollern“ (Teile)